# Nghiên cứu về người da trắng
Nghiên cứu về người da trắng (Whiteness studies) là một lĩnh vực học thuật liên ngành tập trung vào việc nghiên cứu khái niệm về "người da trắng" và "tính chất da trắng" như một chủng tộc, một cấu trúc xã hội và một hệ thống đặc quyền. Đây chính là sự tập trung nghiên cứu về các cấu trúc tạo ra đặc quyền da trắng (đặc quyền, đặc lợi cho người da trắng), việc xem xét bản chất của người da trắng khi được phân tích như một chủng tộc, một nền văn hóa và là nguồn gốc của Phân biệt chủng tộc có hệ thống, và việc khám phá các hiện tượng xã hội khác được tạo ra bởi các thành phần xã hội, nhận thức và hành vi nhóm của người da trắng. Đây là một lĩnh vực nghiên cứu liên ngành đã phát triển bắt đầu từ Hoa Kỳ từ các nghiên cứu rác trắng và các nghiên cứu chủng tộc quan trọng, đặc biệt là từ cuối thế kỷ XX. Vào giữa những năm 1990, nhiều tác phẩm trên nhiều lĩnh vực đã phân tích về tính chất da trắng, và kể từ đó nó đã trở thành chủ đề cho các khóa học hàn lâm, nghiên cứu và tuyển tập. Một số giáo trình liên kết việc xóa bỏ quyền tối cao của người da trắng như một mục tiêu đã nêu trong việc hiểu về tính chất da trắng, trong khi một số khác xem lĩnh vực nghiên cứu này chủ yếu mang tính giáo dục và khám phá, chẳng hạn như khi đặt câu hỏi về tính khách quan của nhiều thế hệ tác phẩm được tạo ra trong các lĩnh vực trí tuệ do các học giả da trắng thống trị. 

## Đại cương
Một nguyên lý cốt lõi của nghiên cứu về người da trắng là cách xem xét lịch sử và những tác động của nó lên hiện tại được lấy cảm hứng từ chủ nghĩa hậu hiện đại và chủ nghĩa lịch sử. Theo cách tiếp cận này, sự vượt trội về chủng tộc được xây dựng về mặt xã hội nhằm biện minh cho sự phân biệt đối xử với người không phải da trắng. Kể từ thế kỷ XIX, một số tác giả đã lập luận rằng ý nghĩa kiểu hình được gán cho các chủng tộc cụ thể không liên quan đến sinh học và do đó, cái được gọi là "chủng tộc" không phải là một hiện tượng sinh học. Nhiều nhà khoa học đã chứng minh rằng các lý thuyết về chủng tộc dựa trên sự phân nhóm tùy ý các loại hình thái và phong tục, và có thể bỏ qua vấn đề về sự phân cấp giữa các loại hình. Tác giả Thomas K. Nakayama và Robert L. Krizek viết về "sự trắng trẻo" (làn da sáng) như một biện pháp "tu từ chiến lược", khẳng định, trong bài luận "Sự trắng trẻo: Một tu từ chiến lược", rằng sự trắng trẻo là sản phẩm của "sự hình thành diễn ngôn" và "cấu trúc tu từ". Nakayama và Krizek viết rằng: "không có 'bản chất thực sự' nào đối với 'sự trắng trẻo': chỉ có những cấu trúc ngẫu nhiên về mặt lịch sử của vị trí xã hội đó". Tác giả Zeus Leonardo định nghĩa sự trắng trẻo là "một diễn ngôn về chủng tộc, trong khi phạm trù 'người da trắng' đại diện cho một bản sắc được xây dựng về mặt xã hội, thường dựa trên màu da". Tác giả Steve Garner lưu ý rằng "sự da trắng không có ý nghĩa đồng thuận ổn định" và rằng "những ý nghĩa gắn liền với 'chủng tộc' luôn mang tính thời gian và địa điểm cụ thể, là một phần của mỗi chế độ chủng tộc quốc gia". Các nhà nghiên cứu trong lĩnh vực này thường khám phá về:
- Lịch sử và nguồn gốc: Từ khi nào và bằng cách nào các nhóm người khác nhau được xếp vào khái niệm "người da trắng" và những thay đổi trong định nghĩa đó theo thời gian.
- Đặc quyền da trắng: Những lợi ích và ưu thế vô hình mà những người được xã hội coi là "da trắng" được hưởng.
- Tính xây dựng xã hội của chủng tộc: Cách mà chủng tộc, bao gồm cả "tính da trắng", không phải là một thực thể sinh học tự nhiên mà là một khái niệm được tạo ra bởi xã hội.
- Mối quan hệ với các vấn đề xã hội: Cách "tính da trắng" giao thoa với các hình thức áp bức khác như phân biệt giới tính, phân biệt giai cấp và kỳ thị đồng tính.
- Vai trò trong các thể chế: Cách "tính da trắng" ảnh hưởng và định hình các thể chế như luật pháp, giáo dục, truyền thông và chính trị. Nghiên cứu về giáo dục của người da trắng và mối liên hệ của nó với sự trắng trẻo là một lĩnh vực nghiên cứu liên tục trong các nghiên cứu về sự trắng trẻo. Các cuộc điều tra học thuật đã chỉ trích giáo dục có nguồn gốc từ người da trắng là tất yếu vì lợi ích và được tổ chức hướng đến người da trắng[12][13].